# Liste von Kraftwerken in Oman
Die Kraftwerke in Oman werden sowohl auf einer Karte als auch in Tabellen (mit Kennzahlen) dargestellt. Die Liste ist nicht vollständig.

## Installierte Leistung und Jahreserzeugung
Im Jahr 2016 lag Oman bzgl. der installierten Leistung mit 8,167 GW an Stelle 70 und bzgl. der jährlichen Erzeugung mit 32,16 Mrd. kWh an Stelle 62 in der Welt. Der Elektrifizierungsgrad lag 2019 bei 99 % (100 % in den Städten und 92 % in ländlichen Gebieten). Oman war 2016 bzgl. der Stromerzeugung autark; weder importierte noch exportierte das Land Elektrizität.
Oman verfügt derzeit (Stand August 2017) über kein landesweites Verbundnetz. Der nördliche Teil des Sultanats wird vom Main Interconnected System (MIS) abgedeckt. Im Gouvernement Dhofar betreibt die Dhofar Power Company ein eigenes Stromnetz. Die übrigen Landesteile werden von der Rural Areas Electricity Company versorgt. Der Übertragungsnetzbetreiber Oman Electricity Transmission Company (OETC) betreibt im MIS Leitungen mit 220 und 132 kV als den höchsten Spannungsebenen.

## Karte
| Al Jizzi |

| Al Kamil |

| Barka AES |

| Barka SMN |

| Ghubrah 4 |

| Manah |

| Phoenix |

| Rusail |

| Salalah |

| Sohal |

| Sohar 2 |

## Wärmekraftwerke
In der Tabelle sind nur Kraftwerke mit einer installierten Leistung > 100 MW aufgeführt.
| Name des Kraftwerks | Inst. Leistung (MW) | Brennstoff | Status     |
| ------------------- | ------------------- | ---------- | ---------- |
| Al Jizzi            | 284                 | Erdgas     | in Betrieb |
| Al Kamil            | 276                 | Erdgas     | in Betrieb |
| Barka AES           | 427                 | GuD        | in Betrieb |
| Barka SMN           | 728                 | GuD        | in Betrieb |
| Ghubrah 4           | 190                 | Erdgas     | in Betrieb |
| Manah               | 267                 | Erdgas     | in Betrieb |
| Phoenix             | 2.000               | GuD        | in Betrieb |
| Rusail              | 653                 | Erdgas     | in Betrieb |
| Salalah             | 255                 | Erdgas     | in Betrieb |
| Sohal               | 1.000               | GuD        | in Betrieb |
| Sohar 2             | 585                 | GuD        | in Betrieb |

## Erneuerbare Energien
| Name des Kraftwerks | Installierte Kapazität | Art          | Inbetriebnahme |
| ------------------- | ---------------------- | ------------ | -------------- |
| Dhofar              | 50 MW                  | Windkraft    | 2019           |
| Ibri 2              | 500 MW                 | Photovoltaik | 2022           |